# Velká Chyška
Velká Chyška é uma comuna checa localizada na região de Vysočina, distrito de Pelhřimov.